# Рокот (деревня)
Рокот — деревня в Смоленской области России, в Руднянском районе. Входит в состав Чистиковского сельского поселения.

## География
Расположена в западной части области в 13 км к северо-востоку от города Рудня, в 11 км к северу от автодороги А141 «Орёл — Витебск».

## История
В кургане у деревни Рокот (бассейн Каспли) был найден франкский меч X века с надписью Ульфберт.

## Население
| 2007 |
| ---- |
| 42   |

## Достопримечательности
Комплекс памятников археологии:
- Городище днепро-двинских, а позже тушемлинских племён в 0,5 км южнее деревни, на берегу реки Клёц[2]. Использовалось с I тысячелетия до н. э. по XIV век (уже древнерусским населением в качестве феодальной усадьбы).
- Селище западнее городища. Относится к древнерусским поселениям XI — XIII веков.
- Курганная группа (11 курганов) в 400 м к югу от деревни.